# Lothar Thoms
Pour les articles homonymes, voir Thoms.
Lothar Thoms, né le 18 mai 1956 à Guben dans le district de Cottbus et mort le 5 novembre 2017 à Forst (Brandebourg), est un coureur cycliste est-allemand en 1981.
Spécialiste du kilomètre sur piste, il a été champion olympique de cette discipline aux jeux de Moscou en 1980 en battant le record du monde en 1 minute 2 secondes et 995 millièmes. Il a remporté le championnat du monde quatre fois consécutives entre 1977 et 1981. Cela lui a valu d'être désigné sportif est-allemand de l'année.

## Palmarès

### Jeux olympiques
- Moscou 1980
  -  Champion olympique du kilomètre

### Championnats du monde
- San Cristóbal 1977
  -  Champion du monde du kilomètre

- Munich 1978
  -  Champion du monde du kilomètre

- Amsterdam 1979
  -  Champion du monde du kilomètre

- Brno 1981
  -  Champion du monde du kilomètre

- Leicester 1982
  -  Médaillé d'argent du kilomètre

- Zurich 1983
  -  Médaillé de bronze du kilomètre

### Championnats nationaux
- Champion d'Allemagne de l'Est du kilomètre en 1977, 1978 et 1983